# Tamuk
Tamuk est une île tropicale des Philippines, située dans la mer de Sulu,. Elle se trouve dans la région autonome en Mindanao musulmane, la province de Basilan et la municipalité de Maluso,,,. L’île la plus proche est Tapiantana (ceb), située à seulement quelques kilomètres.

## Localisation et géographie
L’île est petite, avec une superficie approximative de 3,34 km² (3,391 km² exactement selon certaines sources). Son littoral a une circonférence de 6,85 kilomètres (ou 7,1 km selon d’autres sources). L’île est caractérisée par des plaines, des terres plates et basses. L’altitude moyenne est de 11 m au-dessus du niveau moyen de la mer. L’altitude maximale varie selon les sources entre 16 m, 24 ou 25 m et 36 m.

## Climat et météo
Tamuk se situe en zone de climat tropical, qui se caractérise par de fortes précipitations tout au long de l’année, une humidité élevée et des températures constamment élevées. Les variations saisonnières de température sont minimes. Selon la classification de Köppen-Geiger, Tamuk possède un climat de savane à hiver sec. Les précipitations sont beaucoup plus importantes en été qu’en hiver, mais il pleut beaucoup même pendant le mois le plus sec. Sur l’année, la température moyenne est de 27,8° C et les précipitations moyennes sont de 1096,9 mm. Les meilleurs mois pour visiter Tamuk sont janvier, février, mars (le meilleur mois), avril, mai et décembre.

## Environnement
Avec un climat chaud et humide, Tamuk est propice à des forêts tropicales luxuriantes et à une riche biodiversité. 84% de l’île est couvert de forêt, la végétation dominante étant la forêt de mangroves, un écosystème de zones humides situées dans les zones côtières et les deltas des rivières, avec des espèces adaptés aux conditions salines. Cependant l’île est très diversifiée, avec cinq zones de végétation différentes, qui offrent une riche mosaïque d’écosystèmes.

## Population et infrastructures
Tamuk est habitée, avec un village (également nommé Tamuk) au centre de l’île. Celle-ci forme un barangay de la municipalité de Maluso. Au recensement de 2020, la population était de 1191 habitants, soit 2,60 % de la population totale de Maluso. La densité de population est de 92 habitants par km².
L’île ne dispose ni d’un grand port (le port le plus proche est Port Holland à Maluso sur l'île de Basilan, à environ 10 km) ni d’un aéroport public avec des vols réguliers. Le plus proche est l’aéroport international de Zamboanga à Zamboanga sur l'île de Mindanao, à 57 km de Tamuk.